# Juan J. Remos y Rubio
Juan José Remos y Rubio, född 8 april 1896 i Santiago de Cuba, död 21 september 1969 i Miami, Florida, var en kubansk litteraturhistoriker.
Remos blev filosofie doktor vid Havannas universitet, professor i spansk litteratur och president i konstakademien 1917.